# فرانك إس. إمي
فرانك إس. إمي (بالإنجليزية: Frank S. Emi)‏ هو ناشط حقوق الإنسان أمريكي، ولد في 23 سبتمبر 1916 في لوس أنجلوس في الولايات المتحدة، وتوفي في 1 ديسمبر 2010 في ويست كوفينا في الولايات المتحدة.